# Richard Schwarzkopf
Richard Schwarzkopf  (* 31. Januar 1893 in Bonn; † 31. Mai 1963 in Düsseldorf) war ein in Düsseldorf und Altdorf bei Nürnberg tätiger deutscher Graphiker, Illustrator und Holzschneider.

## Leben und Karriere
Richard Schwarzkopf studierte bei Fritz Helmuth Ehmcke an der Kunstgewerbeschule Düsseldorf und war ab 1919 Mitglied der Künstlervereinigung Das Junge Rheinland, die von den Nationalsozialisten aufgelöst wurde.
In den zwanziger Jahren war Richard Schwarzkopf ein begehrter Illustrator im deutschen expressionistischen Art-déco-Stil. Er gestaltete unter anderem die Umschlagseite der Monatszeitschrift des Verbandes deutscher Reklamefachleute e.V. „Die Reklame“, (Heft 1, Januar 1927) als auch die Umschlagseite der gleichen Zeitschrift 1925 (Messeheft April 1925). Für die Stadt Düsseldorf gestaltete er zahlreiche Werbemittel.
Auf Empfehlung der NSDAP wurde er 1933 außerordentlicher Lehrer für angewandte Grafik an der Kunstakademie Düsseldorf, 1937 wurde er Führer des NS-Dozentenbundes an der Akademie. Ab 1936 entwarf er Propagandaplakate für die NSDAP und unter anderem die Holzschnittfolge  „Die Deutsche Passion“, die den Kampf der SA in der Form eines Totentanzes darstellt, und die 1937 auf der Großen Deutschen Kunstausstellung in München gezeigt wurde. Die Schriftgestaltung der Ausstellung Reichsausstellung Schaffendes Volk stand unter seiner Oberleitung. 1938 wurde Schwarzkopf als Nachfolger von Otto Ackermann Vorsitzender der Künstlervereinigung Malkasten. Als Stellvertreter unterstützte ihn Erich von Perfall. Mit dem Ende der Naziherrschaft 1945 verlor er alle Ämter. 1956 wurde er erneut zum Vorsitzenden des Malkastens gewählt.
Richard Schwarzkopf entwarf u. a. die Wappen für die ehemaligen Kreise Moers (1930), Schleiden (1935) und Rhein-Wupper (1937), für die ehemaligen Städte Rheinhausen (1934) und Krefeld-Uerdingen (1938), für das Amt Menden (Rheinland) (1934) sowie für die ehemalige Gemeinde Rheinkamp (1958).